# Hypselistes asiaticus
Hypselistes asiaticus là một loài nhện trong họ Linyphiidae.
Loài này thuộc chi Hypselistes. Hypselistes asiaticus được Friedrich Wilhelm Bösenberg & Embrik Strand miêu tả năm 1906.